# Indian River (Florida)

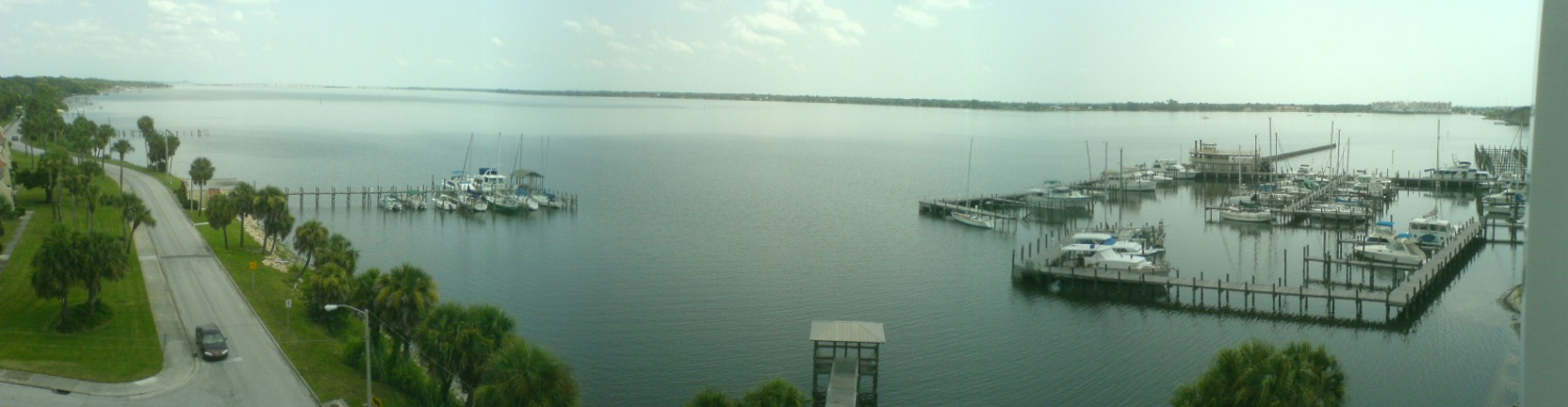
Indian River bei Cocoa (Florida)

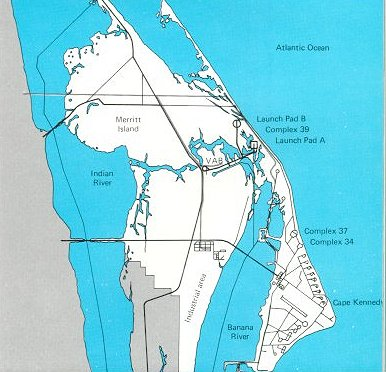
Indian River bei Merrit Island

Der Indian River ist ein Fluss an der Ostküste des US-Bundesstaates Florida. Es hat von Norden nach Süden eine Länge von 246 km und bildet einen Teil der Indian River Lagoon. Das Gewässer ist breit und flach. In ihm mischen sich Süßwasser und Salzwasser. Der Atlantic Intracoastal Waterway nutzt den Indian River aus. Das nördliche Ende des Indian Rivers befindet sich im Volusia County, sehr nahe an dessen südlicher Grenze zum Brevard County. Südwärts erstreckt sich der Indian River bis zum St. Lucie Inlet im Norden des Martin Countys.
Östlich liegen Merritt Island im Nordosten die Mosquito Lagoon, mit der der Indian River nur durch einen kleinen Kanal verbunden ist. Gegenüber der Insel, auf der sich das Raumfahrtzentrum der NASA befindet, liegen Titusville und Indian River City. Bei Indian Harbour Beach, ein gutes Stück weiter südlich mündet der Banana River ein, der sich östlich von Merritt Island und der Nehrung erstreckt, die das Gewässersystem vom offenen Atlantik abtrennt.

## Zuflüsse
Mit Süßwasser wird der Indian River durch eine Reihe von Zuflüssen aus dem Westen versorgt. Zu ihnen gehören:
- Crane Creek
- Eau Gallie River
- Horse Creek
- Mullet Creek
- St. Sebastian River
- St. Lucie River
- Sykes Creek
- Turkey Creek

Der Merritt Island Barge Canal verbindet den Indian River mit dem Sykes Creek und versorgt das Gewässer so mit Süßwasser, über die Mosquito Lagoon verbindet dieser Schifffahrtskanal den Indian River jedoch auch mit dem Atlantischen Ozean. Hinzu kommen mehrere Entwässerungskanäle, die der Lagune Süßwasser aus dem Einzugsgebiet des St. Johns River zuführen.